# Seven Chances
Seven Chances is een Amerikaanse stomme film uit 1925 onder regie van Buster Keaton. De film is gebaseerd op een toneelstuk van David Belasco en er zijn tot nu toe twee nieuwe versies van gemaakt: Brideless Groom (1947) en The Bachelor (1999).

## Verhaal
James Shannon is de zakenpartner van Billy Meekin. Ze zitten financieel helemaal aan de grond, wanneer vanuit het niets een advocaat opduikt met papieren waarin staat dat Jimmy het vermogen van zijn overleden vader kan ophalen. Jimmy is in de wolken, totdat hij erachter komt dat hij zijn vaders erfenis alleen zal krijgen wanneer hij getrouwd is. Hij heeft nog 24 uur waarin hij een vrouw zal moeten verleiden om vervolgens met haar te trouwen.

## Rolverdeling
| Acteur        | Personage     |
| ------------- | ------------- |
| Buster Keaton | James Shannon |
| T. Roy Barnes | Billy Meekin  |
| Snitz Edwards | Advocaat      |
| Ruth Dwyer    | Mary Jones    |